# Рассказ о XX веке
«Рассказ о XX веке» (англ. A Tale of the Twentieth Century. For Advanced Thinkers) — рассказ Герберта Уэллса, написанный в 1887 году и впервые опубликованный в том же году в The Science School Journal. В переводах на русский язык названия рассказа различаются.

## Сюжет
Патент на локомотив работающий на вечном двигателе, требующем лишь энергию для начального запуска, достаётся за бесценок представителю крупного капитала, который при участии королевских особ создаёт акционерное общество. Первый пассажирский поезд с вечным двигателем построен, и августейшая особа выражает желание проехаться на нём по кольцевой дороге. Однако уже в пути выясняется что из-за попыток удешевления рабочей силы и переделок начального изобретения таким образом чтобы не тратить энергию даже на начальный запуск (чтобы таким образом заработать на вечном двигателе ещё больше) из конструкции машины «исчезли» тормоза и никто раньше не обратил на это внимание. Поезд сходит с рельс. Раздаётся взрыв.

## Переводы на русский язык
В настоящее время известны два перевода рассказа на русский язык:
- Кагарлицкий Ю. (Рассказ о XX веке. Для умеющих мыслить)
- Чуркин А. (История двадцатого века. Для обладателей передовых взглядов)